# Nowopołtawka (obwód mikołajowski)
Nowopołtawka (ukr. Новополтавка) – wieś na Ukrainie, w obwodzie mikołajowskim, w rejonie basztańskim, w hromadzie Wilne Zaporiżżia. W 2001 liczyła 1115 mieszkańców, spośród których 1036 wskazało jako ojczysty język ukraiński, 69 rosyjski, 4 mołdawski, 1 bułgarski, 3 białoruski, 1 ormiański, a 1 inny.